# Smittia crassicollis
Smittia crassicollis är en tvåvingeart som först beskrevs av Walker 1848.  Smittia crassicollis ingår i släktet Smittia och familjen fjädermyggor. Inga underarter finns listade i Catalogue of Life.